# 奈多駅
奈多駅（なたえき）は、福岡県福岡市東区奈多三丁目にある、九州旅客鉄道（JR九州）香椎線の駅である。駅番号はJD04。

## 歴史
- 1960年（昭和35年）8月1日：日本国有鉄道が開設[2][3]。気動車の旅客のみを取り扱う駅員無配置駅[4]。
- 1987年（昭和62年）4月1日：国鉄分割民営化に伴い、九州旅客鉄道（JR九州）の駅となる[2]。
- 1988年（昭和63年）
  - 3月：駅舎新設。
  - 7月21日：委託職員を配置[5]。
- 2000年（平成12年）5月26日：自動改札機を設置し、供用開始[6]。
- 2009年（平成21年）3月1日：ICカード「SUGOCA」の利用が可能となる[7]。
- 2015年（平成27年）3月14日：駅遠隔案内システム（Smart Support Station）「ANSWER」の導入に伴い無人化[8]。

## 駅構造

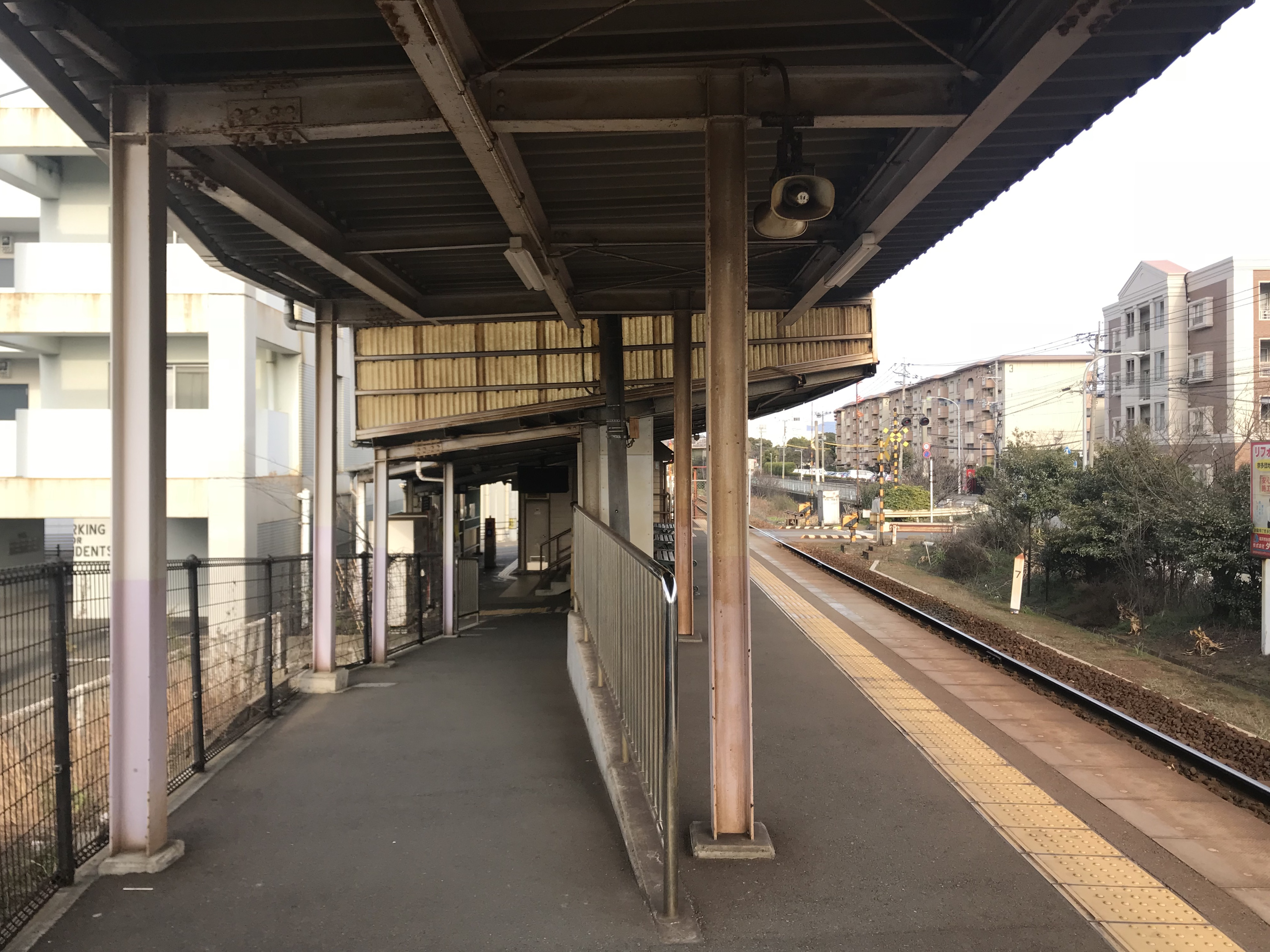
ホーム（2018年2月）

下り方向に向かって左側に単式ホーム1面1線を有する無人駅。駅本屋はホーム端に置かれている。
SUGOCAの利用が可能であり、チャージと無記名SUGOCAの発売も行っている。無人駅のため駅遠隔案内システムで対応処理される。

## 利用状況
2020年（令和2年）度の1日平均乗車人員は882人であり、JR九州の駅としては第150位である。
近年の1日平均乗車人員は下表のとおりである。
| 年度               | 1日平均 乗車人員 |
| ------------------ | ---------------- |
| 2016年（平成28年） | 1,165            |
| 2017年（平成29年） | 1,163            |
| 2018年（平成30年） | 1,134            |
| 2019年（令和元年） | 1,114            |
| 2020年（令和02年） | 882              |

## 駅周辺
駅の北側10 mを香椎線に並行して県道59号線が通る。駅のすぐ南に奈多団地(1088戸）がある。
- 福岡市立奈多小学校
- 奈多団地

## 隣の駅
九州旅客鉄道（JR九州）
 香椎線
雁ノ巣駅（JD03） - 奈多駅（JD04） - 和白駅（JD05）